# Даббаг, Сельма
Сельма Даббаг (англ. Selma Dabbagh, араб. سلمى الدباغ‎, род. 1970) — британская писательница палестинского происхождения. Её роман 2011 года «Out of It», поводом к написанию которого стали воздушные удары по сектору Газа в 2008 году, был номинирован на премию «Книга года» The Guardian в 2011 и 2012 годах.

## Ранние годы и образование
Даббаг родилась в Данди и является дочерью отца-палестинца из Яффо и матери-англичанки. В раннем детстве она жила в Данди, Рединге, Хай-Уикоме и Джидде, а затем переехала в Кувейт в возрасте восьми лет.
Даббаг окончила Даремский университет со степенью бакалавра гуманитарных наук, а затем получила степень магистра права в Школа востоковедения и африканистики. Прежде чем сосредоточиться на писательстве, она работала адвокатом по правам человека на Западном Берегу реки Иордан, однако не смогла оставаться на этой территории и переехала в Каир, где работала в AMIDEAST. Позже она переехала в Бахрейн, где написала свой первый роман.

## Вдохновение
На Даббаг сильное влияние оказывает Палестина, большая палестинская диаспора, а также её юридическая работа в области прав человека и международного уголовного права. После карантина из-за COVID-19 в Лондоне она описала свои мотивы как «любовь и сопротивление».

## Труды
С 2004 года она пишет и публикует рассказы. Она дважды была финалисткой премии Fish Short Story Prize за «Бейрут-Париж-Бейрут» (2005 г.) и «Баклажан» (2004 г.).
«Out of It», опубликованный в 2011 году, стал дебютным романом Даббаг. Она редактировала антологию арабских писательниц «Мы написали в символах: любовь и страсть», опубликованную Саки в 2021 году.
В 2014 году её радиоспектакль «Кирпич» транслировался на BBC Radio 4.